# Reno (Nevada)
Reno é uma cidade localizada no estado americano de Nevada, no condado de Washoe, do qual é sede. Foi fundada em 1868 e incorporada em 1903. Seu nome é uma homenagem a Jesse L. Reno.
Reno está localizada a 51 km ao norte da capital de Nevada, Carson City, e 35 km a nordeste do Lago Tahoe. A região Oeste de Nevada e da Sierra Nevada californiana, da qual Reno é a cidade-polo. Reno, conhecida como "A maior cidade pequena do mundo" (Em inglês, "The Biggest Little City in the World"), é famosa por seus cassinos, e é a sede da rede de jogos de azar Harrah's Entertainment.

## Geografia
De acordo com o United States Census Bureau, a cidade tem uma área de 289 km², dos quais 281,7 km² estão cobertos por terra e 7,3 km² por água. Está a uma altitude média de 1 375 m.

### Geologia
Reno está situada a leste da Sierra Nevada na borda leste da Great Basin (Em Português: Grande Bacia) a altura de 1.300 metros acima do nível do mar. Várias falhas geológicas atravessam a região. A maioria delas são falhas verticais comuns associadas a sublevação da crosta da extensão de várias montanhas, inclusive as Sierras.
Em fevereiro de 2008, uma série de tremores incomuns começaram a acontecer, principalmente em uma falha geológica não-nomeada a oeste dos subúrbios de Reno.

### Clima
Reno está localizada na chamada área de "sombra de chuvas" das Sierras. O inverno conta com nevadas tipicamente leves. A temperatura máxima no verão é, em média, 30°C, mas pode chegar a até 38°C. A média das temperaturas ao longo do dia e da noite em Julho é de 33°C e 11°C, respectivamente; enquanto em janeiro de dia e de noite essa médias são de 7°C e -6°C. O recorde de temperatura mais alta foi 108°F (42,2°C) nos dias 10 e 11 de julho de 2002. O recorde oposto foi -19°F (-28,3°C) em 8 de janeiro de 1890. A maior parte das chuvas acontecem durante o inverno e a primavera.
| Temperaturas médias, extremas e índices de precipitações |             |             |             |             |             |             |             |             |             |             |             |             |
| Mês                                                      | Jan         | Fev         | Mar         | Abr         | Maio        | Jun         | Jul         | Ago         | Set         | Out         | Nov         | Dez         |
| Temp. Máx. °F (°C)                                       | 71 (21,7)   | 75 (23,9)   | 83 (28,3)   | 89 (31,7)   | 97 (36,1)   | 103 (39,4)  | 108 (42,2)  | 105 (40,6)  | 101 (38,3)  | 91 (32,8)   | 77 (25,0)   | 70 (21,1)   |
| Média de Máx. °F (°C)                                    | 45.5 (7,5)  | 51.7 (10,9) | 57.2 (14,0) | 64.1 (17,8) | 72.6 (22,4) | 82.8 (28,2) | 91.2 (32,9) | 89.9 (32,2) | 81.7 (27,6) | 69.9 (21,1) | 55.3 (12,9) | 46.4 (8,0)  |
| Média de Mín. °F (°C)                                    | 21.8 (-5,7) | 25.4 (-3,7) | 29.3 (-1,5) | 33.2 (0,7)  | 40.2 (4,6)  | 46.5 (8,1)  | 51.4 (10,8) | 49.9 (9,9)  | 43.1 (6,2)  | 34 (1,1)    | 26.4 (-3,1) | 20.7 (-6,3) |
| Temp. Mín °F (°C)                                        | -16 (-26,7) | -16 (-26,7) | -2 (-18,9)  | 13 (-10,6)  | 18 (-7,8)   | 21 (-6,1)   | 33 (0,6)    | 24 (-4,4)   | 20 (-6,7)   | 8 (-13,1)   | 1 (-17,2)   | -16 (-26,7) |
| Precip. pol. (mm)                                        | 1.06 (27)   | 1.06 (27)   | 0.86 (22)   | 0.35 (9)    | 0.62 (16)   | 0.47 (12)   | 0.24 (6)    | 0.27 (7)    | 0.45 (11)   | 0.42 (11)   | 0.8 (20)    | 0.88 (22)   |
| Source: USTravelWeather.com                              |             |             |             |             |             |             |             |             |             |             |             |             |

## Demografia
Segundo o censo nacional de 2010, a sua população é de 225 221 habitantes e sua densidade populacional é de 779,4 hab/km². É a terceira cidade mais populosa de Nevada. Possui 102 582 residências que resulta em uma densidade de 384,5 residências/km².

## Governo
Reno conta com uma estrutura de governo municipal comum dos Estados Unidos. A Câmara Municipal (em inglês: City Council) é o núcleo do governo, com sete membros. Cinco desses são representantes populares dos distritos, e são escolhidos em primárias pelos cidadão de cada distrito. Em geral, os dois mais votados em cada área são incluídos na cédula de votação de toda a cidade. Este sistema é pouco comum, mas altamente eficiente. Os outros dois membros são os majoritários, que representam a cidade inteira, e o prefeito, o qual é eleito pelos habitantes. A câmara tem várias obrigações, incluindo a definição de prioridades para a cidade, promover a interação com os cidadãos, planejar o desenvolvimento, e revitalização da cidade. Um exemplo de projeto premiado foi o "reTRAC". Este projeto moveu para o nível do subsolo o tráfego de trens na área central da cidade desde o século XIX, assim liberando o nível das ruas para o tráfego de carros e pedestres que, previamente, eram impedidos pelos trens. 
Outros membros do governo incluem o gerente da cidade, quem implementa e fiscaliza projetos e programas aprovados que a câmara aprova, e é escolhido pelos vereadores. Ele ou ela é responsável pelo orçamento e pela realização desses programas. Há também o procurador municipal, que é responsável pelos casos civis e criminais. Ele ou ela é eleito para representar o Governo Municipal na justiça. Por último, a câmara escolhe o Secretário da Câmara, o qual registra os procedimentos da casa de leis, marca horários para audiências, e coordena os serviços de cópias e impressões. 

## Educação

### Universidades e faculdades

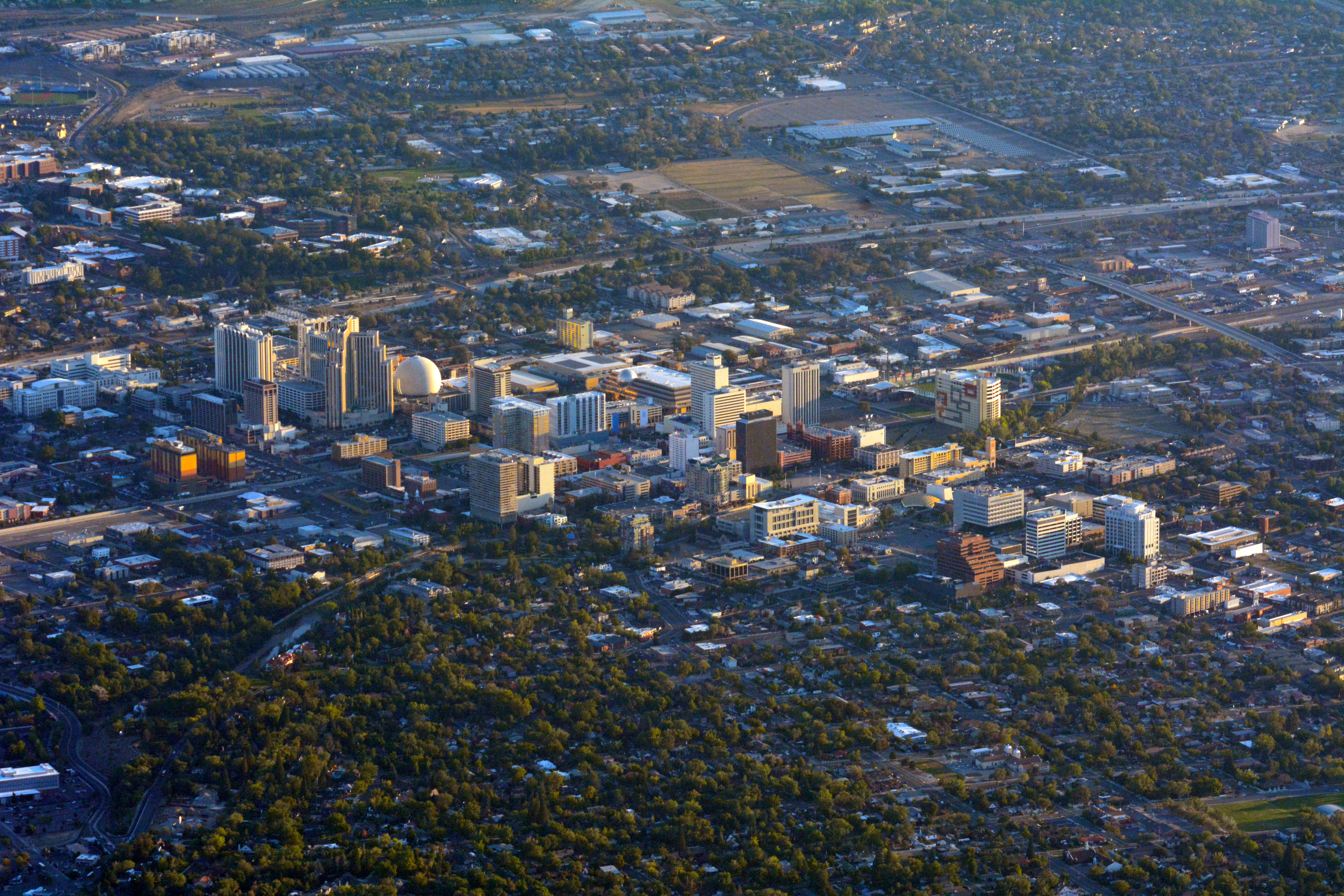
Reno (2014)

- A Universidade de Nevada, Reno (UNR) é a mais antiga universidade do estado. Em 1886, a universidade estadual, que anteriormente era um colégio preparatório, foi mudada de Elko na remota região Noroeste para um prédio no centro de Reno, aonde se transformou em uma faculdade. O primeiro prédio da UNR, Morril Hall, continua em pé no quadrilátero histórico ao sul do campus. A universidade cresceu vagarosamente durante décadas, mas começou um rápido desenvolvimento como o restante do estado e conta com 16.000 estudantes, com a maioria vindo de Nevada. Entre as suas especialidades estão Engenharia Mineral, Agronomia, Jornalismo, e um dos únicos dois programas de  Basco do país. Também abriga a única faculdade jurídica dos Estados Unidos.
- Truckee Meadows Community College (TMCC)

### Escolas Públicas
A Rede Pública de Educação é mantida pelo Washoe County School District.
- Reno tem dez colégios públicos: Damonte Ranch, Galena, Hug, McQueen, North Valleys, Regional Technical Institute (RTI), Reno, Truckee Meadows Community College High School,[4] Washoe, and Wooster.
- Há também três colégios públicos na cidade vizinha de Sparks, que atendem muitos estudantes que moram em Reno: Reed, Spanish Springs, and Sparks High School.
- Reno-Sparks tem 16 escolas: Billinghurst, Clayton, Cold Springs, Damonte Ranch, Dilworth, Gerlach, Incline, Mendive, O'Brien, Pine, Shaw, Spanish Springs, Sparks, Swope, Traner, Vaughn, and Washoe.
- Reno-Sparks has 62 elementary schools: Allen, Anderson, Beasley, Jesse Beck, Bennett, Booth, Brown, Cannan, Caughlin Ranch, Corbett, Desert Heights, Diedrichsen, Dodson, Donner Springs, Double Diamond, Drake, Duncan, Dunn, Elmcrest, Gomes, Grace Warner, Roy Gomm, Greenbrae, Hidden Valley, Huffaker, Hunsberger, Hunter Lake, Johnson, Juniper, Lemmon Valley, Elizabeth Lenz, Lincoln Park, Echo Loder, Mathews, Maxwell, Melton, Mitchell, Moss, Mount Rose, Natchez, Palmer, Peavine, Picollo Special Education School, Pleasant Valley, Risley, Sepulveda, Sierra Vista, Silver Lake, Alice Smith, Kate Smith, Smithridge, Spanish Springs, Stead, Sun Valley, Taylor, Towles, Van Gorder, Verdi, Veterans Memorial, Warner, Westergard, Whitehead, and Sarah Winnemucca.

### Public charter schools
Reno has many charter schools, which include:
Academy for Career Education, serving grades 10-12, opened 2002. Bailey Charter Elementary School, serving grades K-6, opened 2001. Coral Academy of Science, serving grades 4-12, opened 2000. Davidson Academy, serving grades 9-12, opened 2006 
. High Desert Montessori School, serving grades PreK-7, opened 2002. I Can Do Anything Charter School, serving grades 9-12, opened 2000. Rainshadow Community Charter High School, serving grades 9-12, opened 2003. Sierra Nevada Academy Charter School, serving grades PreK-8, opened 1999. TEAM A (Together Everyone Achieves More Academy), serving grades 9-12, opened 2004.

### Colégios Particulares
Reno conta com alguns colégios particulares, o maior deles são o Bishop Manogue High School and Sage Ridge School (SRS).

### Bibliotecas
Washoe County Library System mostras as bibliotecas em toda Reno e nas comunidades ao redor.

## Marcos históricos
O Registro Nacional de Lugares Históricos lista 65 marcos históricos em Reno. O primeiro marco foi designado em 15 de outubro de 1966 e o mais recente em 22 de março de 2021, o Federal Building and U.S. Courthouse. Existe apenas um Marco Histórico Nacional na cidade, a Senator Francis G. Newlands House, designada em 1963.